# جيمي مستري
جيمي مستري (بالإنجليزية: Jimi Mistry)‏ هو ممثل بريطاني، ولد في 21 يناير 1973 في المملكة المتحدة.

## أعمال

### أفلام
- (2006) الألماس الدموي[4]
- (2008) روك أن رولا[5][6]
- (2009) 2012[7][8][9]

### مسلسلات
- شارع كورونيشن

## وصلات خارجية
- جيمي مستري على موقع IMDb (الإنجليزية)
- جيمي مستري على موقع أول موفي (الإنجليزية)
- جيمي مستري على موقع قاعدة بيانات الأفلام السويدية (السويدية)
- جيمي مستري على موقع إن إن دي بي (الإنجليزية)
- جيمي مستري على موقع قاعدة بيانات الفيلم (الإنجليزية)
- جيمي مستري على موقع كينوبويسك (الروسية)